# كرونا (رحمة)
كَرُونَا (بالسنسكريتية: करुणा)‏، هو مفهوم روحي مهم في الديانات الهندية الهندوسية والبوذية والسيخية والجاينية، يترجم عمومًا ويعني: الشفقة أو الرحمة وأحيانًا التعاطف مع الذات أو الشوق الروحي. وهو مفهوم من أربعة مفاهيم أخرى يكمل بعضها بعضًا، وهي: ميتا (النزوع إلى الخير واللطف)، موديتا [الإنجليزية] (البهجة)، أوبيكشا (رباطة الجأش، الاتزان). جاء في قانون بالي، بأنَّ غوتاما بوذا يحث، أصحاب المنازل والرهبان، على تنمية هذه الحالات العقلية الفاضلة الأربع.